# Shinjō
Shinjō (新庄市?) è una città giapponese della prefettura di Yamagata.